# 南船一
船底座V337（V337 Car，船底座q）是一个位于船底座的K型亮巨星。它是一个不规则变星，视星等在3.36-3.44间变化。